# Kurtziella corallina
Kurtziella corallina é uma espécie de gastrópode do gênero Kurtziella, pertencente a família Mangeliidae.